# Marioara Popescu
Marioara Popescu (9 novembre 1962) è un'ex canottiera romena.

## Palmarès

### Olimpiadi
- 2 medaglie:
  - 2 ori (Los Angeles 1984 nel due di coppia; Atlanta 1996 nell'otto)

### Mondiali
- 8 medaglie:
  - 2 ori (Tasmania 1990 nell'otto; St. Catharines 1999 nell'otto)
  - 2 argenti (Hazewinkel 1985 nel due di coppia; Motherwell 1996 nel quattro senza)
  - 3 bronzi (Duisburg 1983 nel due di coppia; Copenaghen 1987 nel singolo; Zagabria 2000 nel quattro senza)